# Liste der Kulturgüter im Kanton Neuenburg
Die Liste der Kulturgüter im Kanton Neuenburg bietet eine Übersicht zu Verzeichnissen von Objekten unter Kulturgüterschutz in den 24 Gemeinden des Kantons Neuenburg (Neuchâtel). Die Verzeichnisse enthalten Kulturgüter von nationaler, regionaler und lokaler Bedeutung.

## Listen der einzelnen Gemeinden
| Gemeinde              | Region         |
| --------------------- | -------------- |
| Boudry                | Littoral       |
| Brot-Plamboz *        | Montagnes      |
| Cornaux               | Littoral       |
| Cortaillod            | Littoral       |
| Cressier              | Littoral       |
| La Brévine            | Montagnes      |
| La Chaux-de-Fonds     | Montagnes      |
| La Chaux-du-Milieu    | Montagnes      |
| La Côte-aux-Fées *    | Val-de-Travers |
| La Grande Béroche     | Littoral       |
| La Sagne              | Montagnes      |
| Laténa                | Littoral       |
| Le Cerneux-Péquignot  | Montagnes      |
| Le Landeron           | Littoral       |
| Le Locle              | Montagnes      |
| Les Planchettes       | Montagnes      |
| Les Ponts-de-Martel * | Montagnes      |
| Les Verrières         | Val-de-Travers |
| Lignières             | Littoral       |
| Milvignes             | Littoral       |
| Neuenburg/Neuchâtel   | Littoral       |
| Rochefort             | Littoral       |
| Val-de-Ruz            | Val-de-Ruz     |
| Val-de-Travers        | Val-de-Travers |

* Diese Gemeinde besitzt keine Objekte der Kategorien A oder B, kann aber (zzt. nicht dokumentierte) C-Objekte besitzen.